# Ameira parasimulans
Ameira parasimulans is een eenoogkreeftjessoort uit de familie van de Ameiridae. De wetenschappelijke naam van de soort is voor het eerst geldig gepubliceerd in 1965 door Lang.